# نعمة إلهية
النِّعْمَةُ الإلهيَّة (بالإنجليزية: Divine grace)‏، اللفظ المستعمل في المسيحية ليعني أفعال الله سبحانه وتعالى مثل المغفرة، والتطهير من الخطيئة، وإمداد البشر بالقوة. ويُستعمل اللفظ كذلك للإشارة إلى حب الله لجميع العباد دون مقابل. ومن التعاليم التي تنشرها الكنائس المسيحية أن الناس محتاجون لفضل الله ونعمته لعدم مقدرتهم على السيطرة على آثار خطيئتهم بأنفسهم. ووفقًا للعقيدة المسيحية يحتاج الناس إلى فضل الله ونعمته، حتى يمكن خلاصهم ويستطيعوا العيش وفقًا لمشيئة الله. وفي كل من المسيحية واليهودية نجد الفضل أو النعمة يشيران أيضًا لصلوات الشكر التي تقام قبل أو بعد الوجبات.
ويعتبر المسيحية أن المسيح هو المنعم عليه بشكل رئيسي. إلا أن التقاليد المختلفة لا تتفق حول الطبيعة الحقيقية للنعمة وأثرها وطرق تلقيها. فنجد الكنيسة الكالفنية تعتقد أنها تشير غالبًا إلى مشيئة الله وخاصة سبق قضائه على مجموعة معينة من الناس بالخلاص. بينما نجدها في تعاليم الكنيسة الرومانية الكاثوليكية هي التي تبعث الإيمان والأمل والحب في الروح الإنسانية. وتعتبر الكنيسة الأورثوذكسية الشرقية أن النعمة حلقة وصل القدرة أو القوة الإلهية بالناس. من تعاليم المسيحية أن الفضل أو النعمة لا يمكن تعلمها، إنما يمكن قبولها هدية دون مقابل، ويعتقد معظم البروتستانت أن الناس يتجاوبون معها بالتعبير عن أيمانهم من خلال طقوس المعمودية، والعشاء الرباني، ومن خلال قراءة الإنجيل أو الاستماع إليه. ويربط الرومان الكاثوليك بين النعمة وبين الصلاة والأعمال الصالحة وطقوس الكنيسة السبعة.